# 石切駅
石切駅（いしきりえき）は、大阪府東大阪市上石切町二丁目にある、近畿日本鉄道（近鉄）奈良線の駅。駅番号はA16。

## 概要
石切剣箭神社（通称：石切神社）に近い駅である（最寄駅は新石切駅）。
新生駒トンネルの大阪側坑口が駅付近にあり、当駅から瓢箪山駅までの区間は、33パーミルを超える勾配が連続している。

## 歴史
かつては当駅と近畿日本生駒（現・生駒）駅の間に孔舎衛坂駅が存在し、当駅 - 孔舎衛坂駅間に鷲尾トンネル、孔舎衛坂駅 - 近畿日本生駒駅間に生駒トンネルが存在していたが、奈良線の車両大型化に対応するため従来の生駒トンネルより南側に断面を大きくした新生駒トンネルを建設することとなった。このトンネル新設に伴い鷲尾トンネルは開削されその跡地に当駅は移転、孔舎衛坂駅は廃止されている。

### 年表
- 1914年（大正3年）4月30日：大阪電気軌道上本町（現・大阪上本町） - 奈良（現・近鉄奈良）間開通にともない開業する[2]。「石切千手寺前」とも呼称されていた。
- 1941年（昭和16年）3月15日：参宮急行電鉄との合併により関西急行鉄道の駅となる[2]。
- 1944年（昭和19年）6月1日：会社合併により近畿日本鉄道の駅となる[2]。
- 1964年（昭和39年）
  - 7月23日：奈良線車両大型化に伴う改良工事の一環として鷲尾トンネルを開削し、その跡地に駅を移転（仮駅として開業）[1]。
  - 12月26日：移転した新駅が本開業[1]。上下待避線を設置する。
- 1986年（昭和61年）3月18日：急行の停車駅に追加される。
  - 急行の停車は初代の急行（鶴橋 - 石切間ノンストップで他は各駅停車、1976年に準急と統廃合）の廃止以来、10年ぶりに復活した。
- 2007年（平成19年）4月1日：PiTaPaの供用を開始する[3]。

## 駅構造

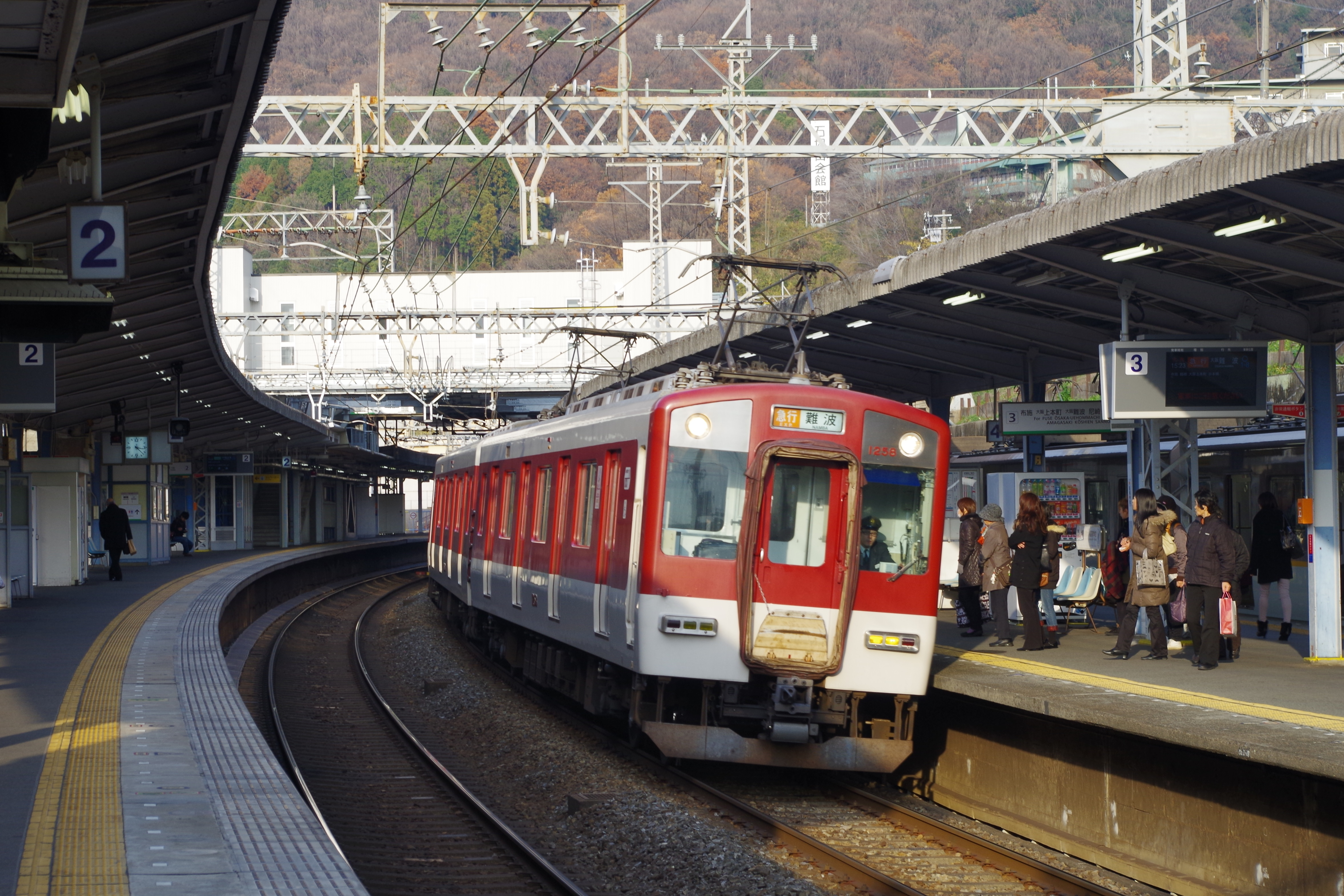
駅構内

島式2面4線ホームを持つ待避可能な地上駅で、ホーム有効長は8両である。駅舎は南北にあり、北駅舎は橋上部にある。石切神社に近い南駅舎は築堤西側にあり、地下改札となっている。
東花園駅管理の有人駅で、PiTaPa・ICOCA対応の自動改札機および自動精算機（回数券カードおよびICカードのチャージに対応）が設置されている。

### のりば
| のりば | 路線     | 方向 | 行先               | 備考            |
| ------ | -------- | ---- | ------------------ | --------------- |
| 1・2   | A 奈良線 | 下り | 近鉄奈良方面       |                 |
| 3・4   | A 奈良線 | 上り | 大阪難波・尼崎方面 | 当駅始発は1番線 |

付記事項
- 内側2線（2番線と3番線）が主本線、外側2線（1番線と4番線）が待避線である。
- 当駅の大阪方には片渡り線が設置してあり、大阪方へ向かう当駅折り返しの普通列車や回送列車は1番線を利用して逆線出発する。
- 1番線から側線が伸びている。

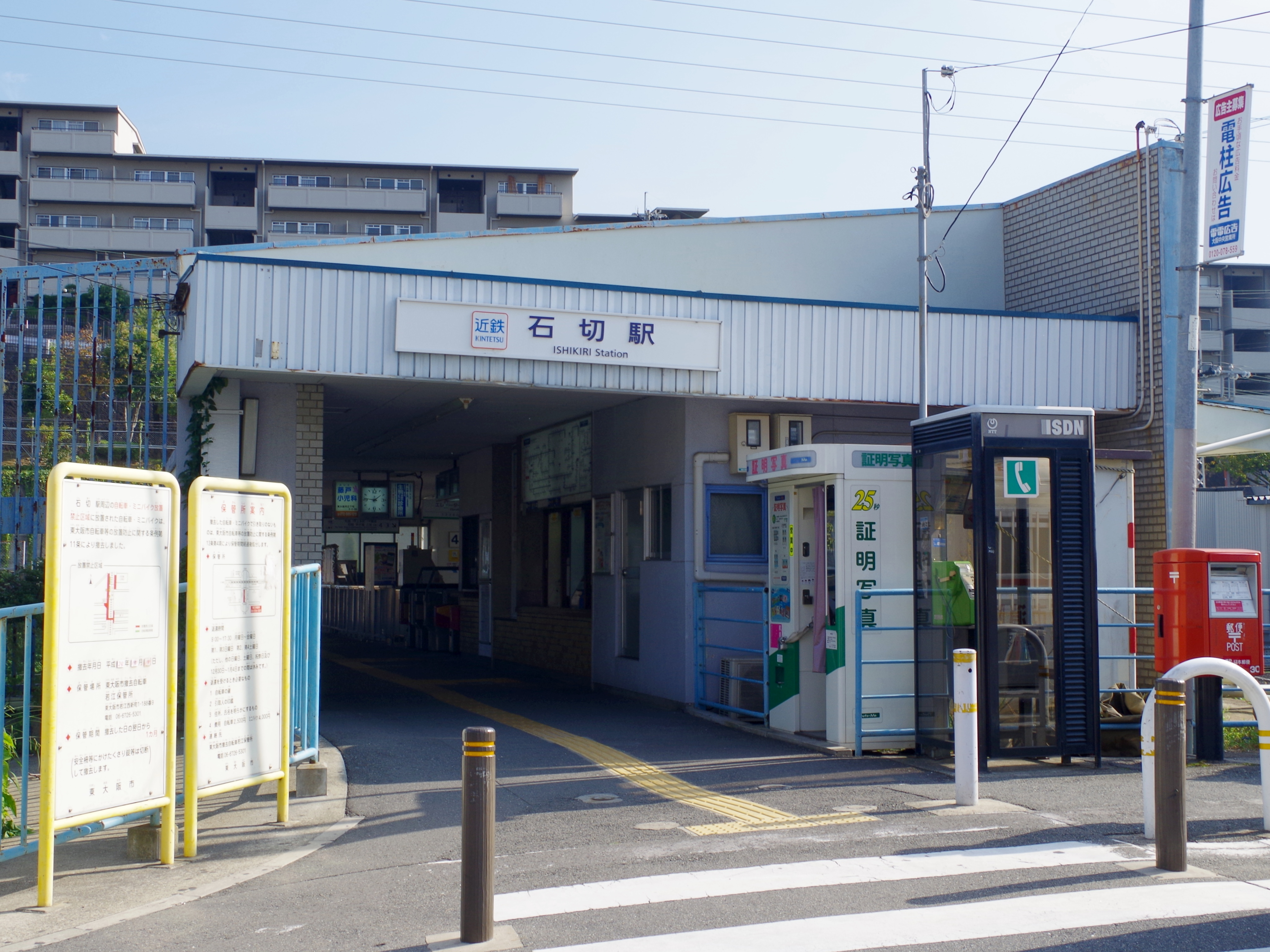
北（西）入口
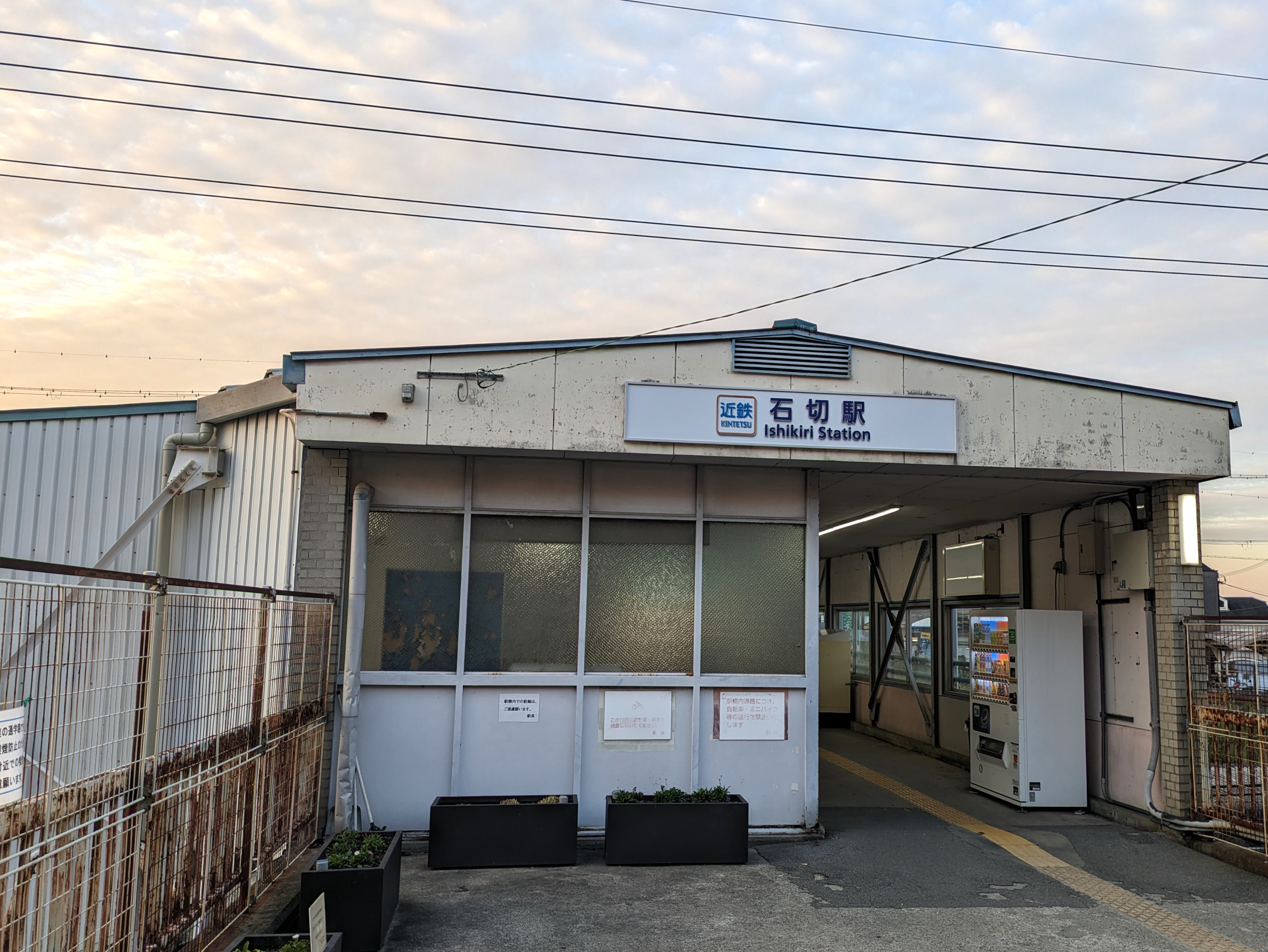
北（東）入口

## ダイヤ面
- 急行以下の一般列車が停車しており、急行系列車と準急・区間準急・普通列車の緩急接続・列車待避が頻繁に行われている[5]。
- 大阪方面からの準急は、当駅から近鉄奈良駅まで各駅に停車する[5]。
- 早朝と夕方に限り、当駅始発・終着の普通列車が数本設定されている[6]。
  - 大阪難波駅方面への当駅始発列車は、平日ダイヤ早朝に2本と土休日ダイヤ早朝に1本設定されており[6]、当駅終着列車は平日ダイヤ早朝1本と夜間に2本設定されている[7] 。

## 利用状況
2023年11月7日における1日乗降人員は7,423人である。近年は減少傾向にあり、奈良線の急行停車駅では最少となっている。また線内全駅でみても額田駅・枚岡駅に次いで少ない。
近年における1日乗降人員の推移は下表の通り。
| 年度               | 特定日利用状況 | 特定日利用状況 | 特定日利用状況 | 特定日利用状況 | 1日平均 乗車人員 | 出典       | 出典          | 出典            |
| 年度               | 調査日         | 乗車人員       | 降車人員       | 乗降人員       | 1日平均 乗車人員 | 近鉄       | 大阪府        | 東大阪市        |
| ------------------ | -------------- | -------------- | -------------- | -------------- | ---------------- | ---------- | ------------- | --------------- |
| 1990年（平成02年） | 11月06日       | 9,255          | 9,208          | 18,463         |                  |            | [ 大阪府 1 ]  |                 |
| 1991年（平成03年） | -              | -              | -              | -              |                  |            | [ 大阪府 2 ]  |                 |
| 1992年（平成04年） | 11月10日       | 8,402          | 8,819          | 17,221         |                  |            | [ 大阪府 3 ]  |                 |
| 1993年（平成05年） | -              | -              | -              | -              |                  |            | [ 大阪府 4 ]  |                 |
| 1994年（平成06年） | -              | -              | -              | -              |                  |            | [ 大阪府 5 ]  |                 |
| 1995年（平成07年） | 12月05日       | 7,540          | 7,589          | 15,129         |                  |            | [ 大阪府 6 ]  |                 |
| 1996年（平成08年） | -              | -              | -              | -              |                  |            | [ 大阪府 7 ]  |                 |
| 1997年（平成09年） | -              | -              | -              | -              |                  |            | [ 大阪府 8 ]  |                 |
| 1998年（平成10年） | 11月10日       | 7,180          | 7,080          | 14,260         |                  |            | [ 大阪府 9 ]  |                 |
| 1999年（平成11年） | -              | -              | -              | -              | 7,930            |            | [ 大阪府 10 ] | [ 東大阪市 1 ]  |
| 2000年（平成12年） | 11月07日       | 6,191          | 6,560          | 12,751         | 7,646            |            | [ 大阪府 11 ] | [ 東大阪市 1 ]  |
| 2001年（平成13年） | -              | -              | -              | -              | 7,422            |            | [ 大阪府 12 ] | [ 東大阪市 1 ]  |
| 2002年（平成14年） | -              | -              | -              | -              | 7,200            |            | [ 大阪府 13 ] | [ 東大阪市 1 ]  |
| 2003年（平成15年） | 11月11日       | 5,349          | 5,578          | 10,927         | 7,059            |            | [ 大阪府 14 ] | [ 東大阪市 1 ]  |
| 2004年（平成16年） | -              | -              | -              | -              | 6,875            |            | [ 大阪府 15 ] | [ 東大阪市 2 ]  |
| 2005年（平成17年） | 11月08日       | 5,616          | 5,868          | 11,484         | 6,712            |            | [ 大阪府 16 ] | [ 東大阪市 3 ]  |
| 2006年（平成18年） | -              | -              | -              | -              | 6,444            |            | [ 大阪府 17 ] | [ 東大阪市 4 ]  |
| 2007年（平成19年） | -              | -              | -              | -              | 6,227            |            | [ 大阪府 18 ] | [ 東大阪市 5 ]  |
| 2008年（平成20年） | 11月18日       | 5,518          | 5,424          | 10,942         | 5,974            |            | [ 大阪府 19 ] | [ 東大阪市 6 ]  |
| 2009年（平成21年） | -              | -              | -              | -              | 5,679            |            | [ 大阪府 20 ] | [ 東大阪市 7 ]  |
| 2010年（平成22年） | 11月09日       | 4,636          | 4,749          | 9,385          | 5,497            | [ 近鉄 1 ] | [ 大阪府 21 ] | [ 東大阪市 8 ]  |
| 2011年（平成23年） | -              | -              | -              | -              | 5,318            |            | [ 大阪府 22 ] | [ 東大阪市 9 ]  |
| 2012年（平成24年） | 11月13日       | 4,484          | 4,582          | 9,066          | 5,207            | [ 近鉄 2 ] | [ 大阪府 23 ] | [ 東大阪市 10 ] |
| 2013年（平成25年） | -              | -              | -              | -              | 5,245            |            | [ 大阪府 24 ] | [ 東大阪市 11 ] |
| 2014年（平成26年） | -              | -              | -              | -              | 5,060            |            | [ 大阪府 25 ] | [ 東大阪市 12 ] |
| 2015年（平成27年） | 11月10日       | 4,502          | 4,811          | 9,313          | 5,066            | [ 近鉄 3 ] | [ 大阪府 26 ] | [ 東大阪市 13 ] |
| 2016年（平成28年） | -              | -              | -              | -              | 4,964            |            | [ 大阪府 27 ] | [ 東大阪市 14 ] |
| 2017年（平成29年） | -              | -              | -              | -              | 4,927            |            | [ 大阪府 28 ] | [ 東大阪市 15 ] |
| 2018年（平成30年） | 11月13日       | 4,375          | 4,512          | 8,887          | 4,795            | [ 近鉄 4 ] | [ 大阪府 29 ] | [ 東大阪市 16 ] |
| 2019年（令和元年） | -              | -              | -              | -              | 4,725            |            | [ 大阪府 30 ] | [ 東大阪市 17 ] |
| 2020年（令和02年） | -              | -              | -              | -              | 3,583            |            | [ 大阪府 31 ] | [ 東大阪市 18 ] |
| 2021年（令和03年） | 11月09日       | 3,481          | 3,615          | 7,096          | 3,742            | [ 近鉄 5 ] | [ 大阪府 32 ] | [ 東大阪市 19 ] |
| 2022年（令和04年） | 11月08日       | 3,687          | 3,922          | 7,609          | 4,012            | [ 近鉄 6 ] | [ 大阪府 33 ] | [ 東大阪市 20 ] |
| 2023年（令和05年） | 11月07日       |                |                | 7,423          |                  | [ 近鉄 7 ] |               |                 |

## 駅周辺

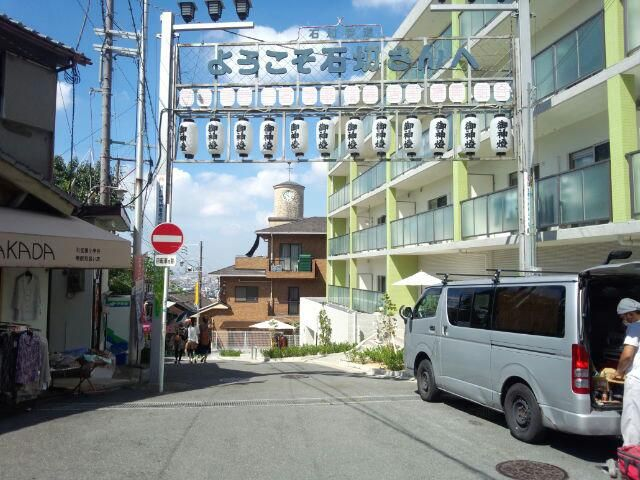
石切の街並
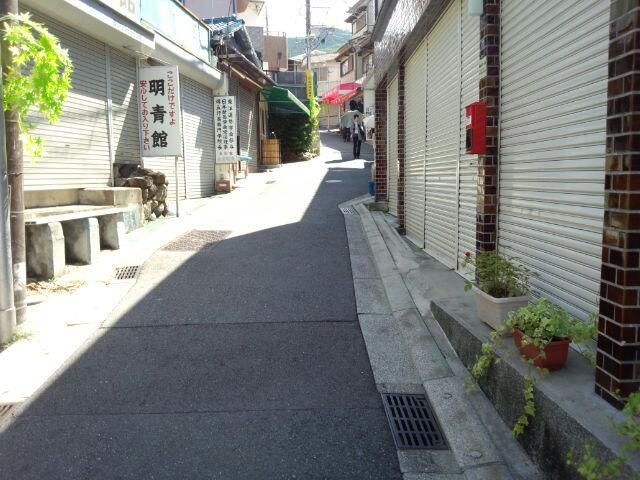
石切の坂道

駅からは石切神社まで参道商店街が続いており、カーブと坂道の両脇に多数の店があって賑わっている。かつての石切駅はこの参道と近鉄奈良線が交差する付近にあった（1964年に現在位置に移設。#歴史を参照）。今も交差ガード付近にかつての奈良行きホームと階段の一部が残っている。
- 石切剣箭神社（石切神社、石切さん）
- 石切大仏
- 石切霊園
- 東大阪市立石切東小学校
- 東大阪市立石切小学校
- 東大阪市立石切中学校
- 東大阪市立日新高等学校
- 石切温泉 ホテルセイリュウ（額田駅寄りの線路沿い）
- 新石切駅（近鉄けいはんな線）- 南西約1.6km

## 隣の駅
近畿日本鉄道
A 奈良線
■快速急行
通過
■急行
布施駅 (A06) - 石切駅 (A16) - 生駒駅 (A17)
■準急（当駅から生駒方の各駅に停車）
東花園駅 (A12) - 石切駅 (A16) - 生駒駅 (A17)
■区間準急・■普通
額田駅 (A15) - 石切駅 (A16) - 生駒駅 (A17)
- 東大阪市花園ラグビー場で大きな試合がある際に、快速急行・急行の一部が東花園駅 (A12)に臨時停車することがある。
- 1964年の生駒トンネル切り替え以前は、当駅と生駒駅（当時の駅名は近畿日本生駒駅）の間に孔舎衛坂駅があった。
- 括弧内は駅番号を示している。